# إيبيريا ما قبل التاريخ

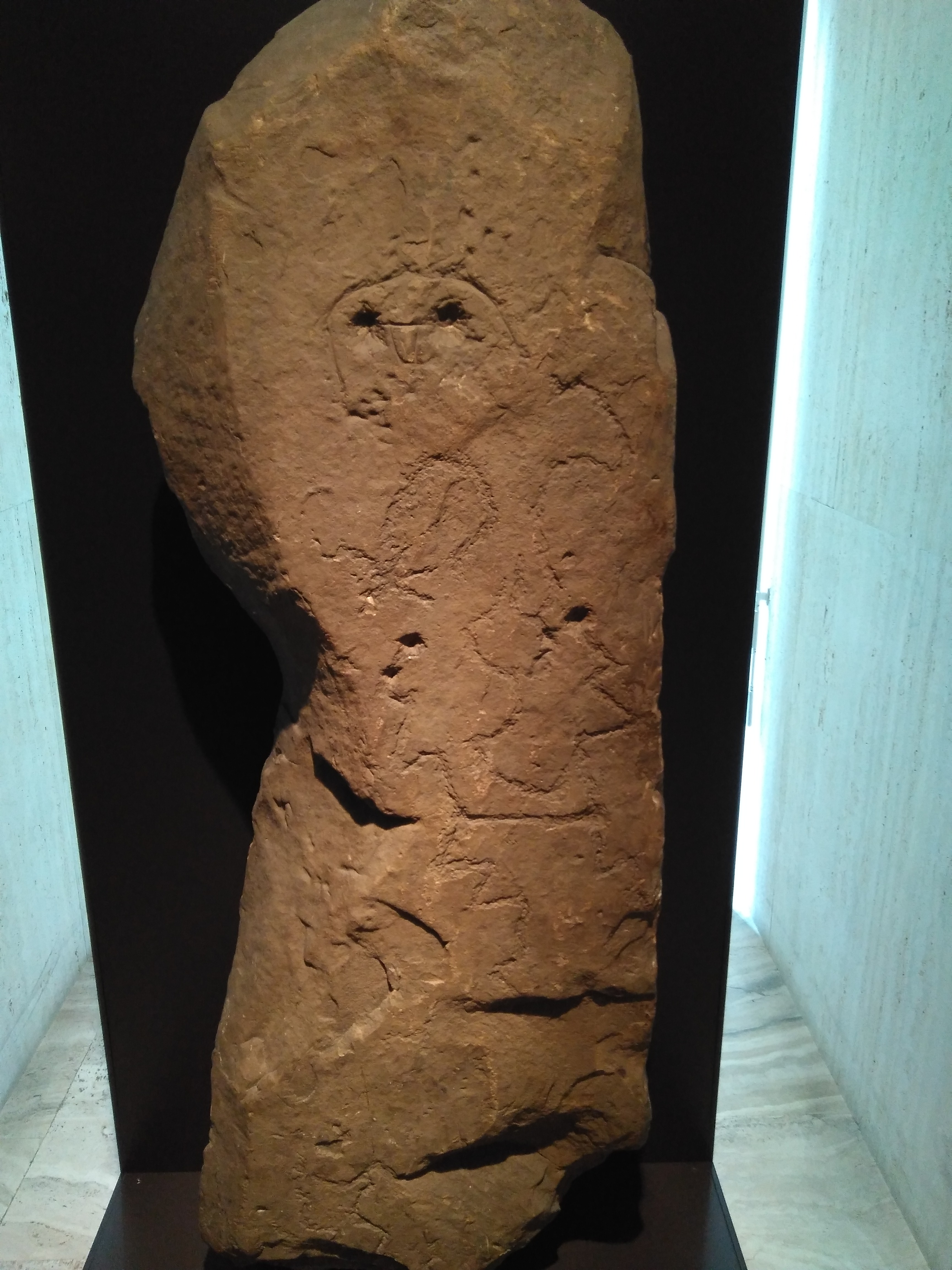
العصر القديم

بدأ ما قبل التاريخ الخاص بشبه الجزيرة الإيبيرية مع مجيء أشباه البشر الأوائل قبل 1.2 مليون عام وينتهي مع الحروب البونيقية، مع دخول المنطقة سجلّات التاريخ المدوّن. كان بعض أهم معالم هذه الفترة الطويلة أنها استضافت المنصة الأخيرة لشعب النياندرتال، وأنها رعت بعض أروع فنون العصر الحجري القديم إلى جانب جنوب فرنسا، وأنها كانت مركز أقدم حضارات أوروبا الغربية وأنها ستصبح أخيرًا الهدف الكولونيالي المشتهى بسبب موقعها الاستراتيجي وثرواتها المعدنية العديدة.

## العصر الحجري القديم الأوسط والأسفل
تعود إقامة أشباه البشر في شبه الجزيرة الإيبيرية إلى العصر الحجري القديم. اكتُشفت بقايا أشباه بشر قديمة في عدة مواقع في شبه الجزيرة. واكتُشف أيضًا دليل حاسم على استيطان واسع لإيبيريا من قبل إنسان النياندرتال. دخل الإنسان العاقل إيبيريا للمرة الأولى مع قرب نهاية العصر الحجري القديم. تعايش البشر الحديثون والنياندرتال لفترة من الوقت حتى انقراض الأخير في النهاية. واستمر استيطان الإنسان الحديث لشبه الجزيرة خلال فترتي العصر الحجري الأوسط والعصر الحجري القديم.
يوجد العديد من آثار ما قبل التاريخ المحفوظة بالشكل الأفضل في إقليم أتابويركا الغني بالكهوف الكلسية التي احتفظت لمليون عام بالتطور البشري. من بين هذه المواقع كهف جران دولينا، حيث وُجدت عام 1994 ستة هياكل عظمية لأشباه البشر تعود إلى فترة بين 780 ألف عام و 1.2 مليون عام. تجادل الخبراء في إذا ما كانت تلك الهياكل تعود إلى فصيلة الإنسان المنتصب أو إنسان هايدلبيرج أو إلى فصيلة جديدة تسمى إنسان السلف. في كهف جران دولينا، وجد الباحثون دليلًا لاستعمال أداة لذبح حيوانات وأشباه بشر آخرين، الأمر الذي من المحتمل أن يشكّل أول دليلٍ على أكل المثيل عند فصيلة أشباه البشر. ووُجد في الموقع أيضًا دليل على النار، ما يدلّ على أنهم كانوا يطبخون لحومهم.
ويوجد أيضًا في أتابويركا موقع سيما دي لوس هويسوس، أو »حفرة العظام«. وَجد المنقِّبون بقايا ل30 من أشباه البشر يعود تاريخها إلى ما يقارب 400 ألف عام مضت. صُنّفت البقايا مبدئيًا بأنها إنسان هايدلبيرج وقد تكون أسلافًا للنياندرتال. لم يوجد أي دليل في الموقع على استيطان باستثناء فأس يد حجري واحد، وكانت جميع البقايا في الموقع تخصّ بالغين شبّان أو مراهقين. يشير التشابه في العمر إلى أن البقايا لم تكن نتيجة حوادث. قد يعني تعيين مكان البقايا الذي يبدو متعمدًا وانعدام الاستيطان أن الجثث دُفنت عمدًا في الحفرة كمكان للدفن، الأمر الذي سيجعل الموقع الدليل الأول على دفن أشباه البشر.
دخل النياندرتال شبه الجزيرة الإيبيرية للمرة الأولى قبل نحو 200 ألف عام قبل الميلاد، خلال العصر الحجري القديم الأسفل. بدأ العصر الجليدي الأخير وأُقيمت حضارة النياندرتال الموستيرية قبل نحو 70 ألف عام، خلال فترة العصر الحجري القديم الأوسط. يمتلك كهف إسكورال دليلًا على بداية النشاط البشري في العصر الحجري القديم الأوسط، مع تاريخ يُقدّر بأنه يعود إلى 50 ألف عام. وبدأت فترة حضارة النياندرتال الشاتلبيرونية قبل نحو 35 ألف عام قبل الميلاد، خلال العصر الحجري القديم الأعلى. انبثقت هذه الحضارة من جنوبي فرنسا وامتدّت إلى إيبيريا الشمالية. واستمرت حتى نحو 28 ألف عام قبل الميلاد حين واجه إنسان النياندرتال الانقراض، ويُقال أن ملجأهم الأخير كان جبل طارق.
وُجدت بقايا النياندرتال في عدد من المواقع في شبه الجزيرة الإيبيرية. ووُجدت جمجمة نياندرتال في محجر فوربس في جبل طارق عام 1848 جاعلًة منه المنطقة الثانية بعد بلجيكا التي يوجد فيها بقايا نياندرتال. لم يجرِ تمييز النياندرتال كفصيلة منفصلة حتى اكتشاف بقايا في وادي نياندرتال في ألمانيا عام 1856، على الرغم من أن تصنيفهم كفصيلة منفصلة كان موضع تساؤل في الآونة الأخيرة. تحققت الاكتشافات اللاحقة للنياندرتال في جبل طارق ومن ضمنها جمجمة طفل يبلغ من العمر أربع سنوات وفضلات محفوظة فوق قوقعة بلح بحر مجففة.
كانت النياندرتالات موجودة في إيبيريا حتى 28 ألف عام أو 27 ألف عام على أقل تقدير. يوجد دليل على تواجدهم في هذه الفترة في كولومبيرا وفيغيرا برافا وساليماس. كان كهف ساليماس وكهف بيغو دو ديابو، الواقعين في مدينة لوريس، مأهولين في العصر الحجري القديم. دامت الصناعات الأثرية في العصر الحجري القديم الأوسط في إيبيريا حتى نحو 28 ألف عام أو 26 ألف عام قبل الميلاد. خلال هذه الفترة، حلّت الحضارة الأورينياسية محل الحضارة الموستيرية. ترتبط الحضارة الموستيرية بالنياندرتال وترتبط الحضارة الأورينياسية بالبشر الحديثين.
وُجِد فك سفلي وأدوات موستيرية مرتبطة بحضارة النياندرتال في ثافاريا عام 1995. يعود تاريخ الفك السفلي إلى 28 ألف عام قبل الميلاد وتاريخ الأدوات إلى 25 ألف عام قبل الميلاد. تجعل هذه التواريخ من بقايا ثافاريا الدليل الأحدث على النياندرتالات، ووَسّعت الإطار الزمني لوجودها. يوفّر التأريخ الحديث للبقايا أيضًا الدليل الأول على التعايش المديد بين النياندرتالات والإنسان الحديث. يحتوي كهف لاربريدا في كاتالونيا على رسوم كهف أوريناسية، إضافة إلى احتوائه على بقايا أقدم للنياندرتالات. وأشار البعض أيضًا إلى أن البقايا الجديدة في إيبيريا تدلّ على إبعاد النياندرتالات عن أوروبا الوسطى من قبل الإنسان الحديث إلى شبه الجزيرة الإيبيرية حيث بحثوا عن ملجأ.

## العصر الحجري القديم الأعلى

### العصر الحجري القديم الأعلى الباكر
وُجدت الحضارة الشاتلبيرونية (التي عادة ما ترتبط بإنسان النياندرتال) في إقليم كانتابريان.
تليها الحضارة الأوريناسية (وهي نتاج الإنسان العاقل) ولها التحقيب التالي:
- أوريناسية قديمة: وُجدت في كانتابريا (كهوف مورين وإلبيندو) حيث تلي الشاتلبيرونية، وفي كاتالونيا. تتأخر تواريخ كربون-14 14C)) لكهف مورين نسبيًا في السياق الأوروبي: c. 28,500 قبل الحاضر، إلا أن تواريخ استيطان إلبيندو (حيث هو أقدم من الطبقات الشاتلبيرونية) لا بد أن تعود إلى تاريخ أقدم.[10]
- أوريناسية نموذجية: وجدت في كانتابريا (مورين وإلبيندو وكاستيو) وفي إقليم الباسك (سانتيامامين) وفي كاتالونيا. يقدّم تأريخ الراديوكربون التواريخ التالية: 32,425 و29,515 ق.ح.
- أوريناسية متطورة: توجد في كانتابريا (مورين وإلبيندو وإلأوتيرو وأورنوس وديلا بينا) وأستورياس (إل سييرو وإلكوندي) وكاتالونيا.
- أوريناسية أخيرة: في كانتابريا (إلبيندو)، بعد الفترة الفاصلة الغرافيتية.

في منطقة البحر المتوسط (جنوبي إبرو)، وجدت بقايا أوريناسية موزعة بشكل متناثر في أراضي فالنسيا (ليس مالايتيس) ومورسيا (لاس بيرينيراس) والأندلس (هيغيرون) وإلى أقصى الغرب حتى جبل طارق (كهف جورهام). تواريخ C 14 المتاحة هي: 29,100 ق.ح (ليس مالايتيس) 28,100 و27,860 ق.ح (كهف جورهام).
اكتُشفت بقايا طفل تعود إلى نحو 24,500 عام ق.ح، وتُعرف بطفل لابيد، في لاغار فيليو في إقليم ليريا. تُقدّم الجمجمة والأسنان والفكوك السفلية وخلف القحف فسيفساء للإنسان الحديث الأوروبي الأول وملامح النياندرتال. يُزعم أن الفرد كان هجينًا بين كرومانيون ونياندرتال. لكن هذا الزعم يبقى موضع خلاف. يرى يان تاتيرسال وجيفري إتش شفارتز أنه من المحتمل أن الفرد كان إنسانًا حديثًا، وجزءًا من حضارة الغرافيتيان.

### العصر الحجري القديم الأعلى الأوسط

#### الغرافيتيان
سارت حضارة الغرافيتيان على خطى التوسع الأوريناسي إلا أن بقاياها ليست وافرة إلى حد كبير في منطقة كانتابريان (الشمال)، فيما هي أكثر انتشارًا في الإقليم الجنوبي.
في منطقة كانتابريان تعود جميع بقايا الغرافيتيان إلى مراحل متطورة متأخرة ودائمًا ما توجد ممزوجة بتقنية أوريناسية. توجد المواقع الأساسية في إقليم الباسك (ليزيتيكسيكي وبولينكوبا) وكانتابريا (مورين وإلبيندو وإلكاستيو) وأستورياس (كويتو ديلا مينا). وتُقسّم من الناحية الأثرية إلى مرحلتين تتميزان بكمية من العناصر الغرافيتيانية: يعود تاريخ المرحلة أ C14 إلى نحو 20,710 ق.ح والمرحلة ب إلى تاريخ لاحق.